# Bullecourt
Bullecourt je francouzská obec, která se nachází v departementu Pas-de-Calais, v regionu Nord-Pas- de-Calais.

## Poloha
Obec má rozlohu 6.43 km². Nejvyšší bod je položen 104 m n. m., nejnižší bod 74 m n. m.

## Obyvatelstvo
Počet obyvatel obce je 250 (2011)..
Následující graf zobrazuje vývoj počtu obyvatel v obci.
Počet obyvatel